# Джон С. Девенпорт
Джон С. Девенпорт (англ. John S. Davenport; нар. 12 травня 1907 — пом. 14 червня 2001) — американський професор англійської літератури, нумізмат і автор наукової літератури. Створені ним нумізматичні каталоги широко використовувалися для ідентифікації талерів і крон протягом останніх десятиліть. Серед його особливих інтересів — німецький талер.

## Життєпис
Девенпорт народився в місті Баффало, Нью-Йорк 12 травня 1907 року. У 1928 році отримав ступінь бакалавра в Корнелльському університеті, ступінь магістра в Гардвардському університеті через рік, захистив докторську дисертацію в Північній Кароліні в 1934 році. Більшість своєї викладацької кар'єри провів у Кнокс коледжі.

## Видання
Німецький талери та інші великі срібні монети:
- German Talers since 1800 (1949).
- Oversize Multiple Talers of the Brunswick Duchies and Saxe-Lauenburg (1956).
- German Talers, 1700—1800 (1958) Hewitt, Chicago.
- German Talers since 1800 (1964). Second edition, Spink & Son, London.
- German Talers, 1700—1800 (Rev. Ed. 1979) Spink & Son, London, ISBN 978-0-907605-02-7
- German Church and City Talers 1600—1700 (1975). Second edition.
- German Secular Talers, 1600—1700 (1976).
- German Talers, 1500—1600 (1979).
- The Coinage of Ernestine and Minor Albertine Saxon Dutchies (1988).
- Silver Guilder 1559—1763 (1991).

Європейські великі срібні за виключенням «Німеччини»:
- European Crowns since 1800 (1947) Foster & Steward, Buffalo, New York.
- European Crowns, 1700-1800 (1961). Printed by Hewitt, Chicago.
- European Crowns and Talers, 1700-1800 (1964). Spink & Son, London.
- European Crowns, 1600-1700 (1974). Hewitt, Chicago.
- European Crowns, 1484-1600 (1977). Printed in Germany.